# Вагонный парк
Под понятием «вагонный парк» обычно подразумевается количество вагонов на всей сети железной дороги (метрополитена и т. п.) какого-либо подразделения (отделения дороги, станции и т. д.).
Вагонный парк, в зависимости от назначения вагонов, которые он включает, подразделяется на парк грузовых и пассажирских вагонов.
Грузовой парк состоит из крытых вагонов, полувагонов, платформ, цистерн, изотермических вагонов и вагонов специального назначения.
Пассажирский парк состоит из вагонов, которые используют под перевозку пассажиров: вагоны-рестораны, багажные, почтовые и вагоны специального назначения.
В разных странах отличающиеся системы управления вагонным парком.
Например, на Украине вагоны пассажирского и грузового парков разделены между железными дорогами в централизованном порядке.
К каждой железной дороге, в зависимости от объема работ, приписывается определенное количество вагонов, которые составляют инвентарный парк. Количественно этот парк изменяется после приписывания новых вагонов, исключения старых из инвентаря по техническому состоянию или впоследствии их передачи другим организациям или железным дорогам.
Пассажирские вагоны, поскольку они обращаются в определенных направлениях, приписывают не только к определенной железной дороге, но и к определенным вагонным депо.
Инвентарный (приписной) парк вагонов не характеризует наявный парк вагонов на железной дороге, поэтому, существует определение — наявный парк вагонов.
Наявный парк вагонов — все вагоны, которые фактически находятся в её пределах на конец отчетного дня, независимо от того, к какой железной дороге они приписаны.
Наявный парк подразделяется на рабочий и нерабочий.
Рабочий парк состоит из вагонов, которые находятся в поездах, под грузовыми операциями или в ожидании их, а также на путях сортировочных парков.
К нерабочему парку грузовых вагонов принадлежат вагоны, которые непосредственно не заняты под перевозкой грузов (исправные вагоны состоящие в резерве; находящиеся в ремонте или в его ожидании; выделенные для хозяйственных перевозок и специальных нужд железной дороги).
Рабочий парк пассажирских вагонов состоит из вагонов, которые предназначены для перевозки пассажиров. К ним относят почтовые, багажные вагоны и вагоны-рестораны, а также исправные вагоны, которые находятся в резерве.
Нерабочий парк пассажирских вагонов состоит из пассажирских вагонов, которые используют для технических нужд железной дороги, и тех, которые находятся в ремонте, или в его ожидании.